# Cemu (émulateur)
 (avril 2023).
Chronologie des versions
2.0 (expérimentale)
Cemu (abréviation de Café Emulation, Café étant le nom de code de la Wii U) est un émulateur de la console de jeu vidéo Wii U. Gratuit et expérimental à source fermée (avant 2022), puis open-source, disponible pour Windows, macOS et Linux.

## Développement
Cemu sort initialement le 13 octobre 2015 pour la plateforme Windows,,. Développé par Exzap en tant que développeur Core et GPU, et par Petergov pour l’émulation et l’audio. 
Tout d'abord propulsé par un plug-in nommé CemuHook, développé par rajkosto, Cemu est aujourd'hui suffisamment robuste pour en être indépendant et faire tourner une proportion conséquente du catalogue des jeux commerciaux de la Wii U.  
Le 26 décembre 2017, une mise à jour ajoute la prise en charge du multithreading, qui permet notamment à The Legend of Zelda : Breath of the Wild de bénéficier d'une amélioration très importantes des performances sur les processeurs multi-cœurs. 
Le 20 décembre 2019, la mise à jour 1.16.0 ajoute le support de l'interface de programmation Vulkan, permettant entre autres l'ajout de nouvelle fonctionnalités telles que la disparition des stutters lors de la compilation du cache de nuanceur, mais aussi et surtout une gain de performances colossal pour les utilisateurs de GPU AMD, de l'ordre de 50% à 100% d'images par seconde (FPS) supplémentaires. 
Le 20 Mars 2020, des améliorations seront apportées à cette fonctionnalité lors de la mise à jour 1.17.2 qui permettront une meilleure stabilité lors de son usage. 
Depuis 2018, des mods font leur apparition pour repousser les capacités ou changer le gameplay, avec notamment un pack graphique sur le jeu The Legend of Zelda : Breath of the Wild qui permet d’incarner Link à la première personne ; ce jeu est très convoité par la communauté et bénéficie même de mods permettant de presque doubler ses performances, rendant possible son émulation sur bien plus d'ordinateurs qu'auparavant. 
Cemu est encore à ce jour considéré comme un émulateur expérimental, car il n'égale pas pour l'instant l'expérience de jeu d'une vraie Wii U à cause de problèmes comme celui de la compilation des pipelines, bien que son développement soit à un stade assez avancé.

## Accueil
L'émulateur est remarqué pour pouvoir faire tourner des jeux Nintendo exclusifs avec de très bonnes performances sur PC. Il est même d'après certains joueurs plus intéressant de jouer sur Cemu que sur une  Wii U ou une Switch. 
Contrairement à d'autres émulateurs, Cemu n'était notamment pas open source depuis sa création jusqu'en 2022. Exzap a expliqué que cela permet de faire progresser rapidement le projet et de mieux contrôler son développement. Cependant, cette décision a suscité des critiques de la part d'autres développeurs d'émulateurs. Byuu, le créateur de Higan, plus tard connu sous le nom de Near, a condamné la nature fermée du Cemu, arguant que le Cemu a bénéficié du travail des émulateurs précédents sans contribuer en retour. Pierre Bourdon, un développeur de Dolphin, n'était pas non plus d'accord avec le statut commercial de l'émulateur, craignant que les donateurs qui versent des sommes élevées n'influencent l'équipe de développement de l'émulateur pour qu'elle privilégie certaines corrections de bugs ou certains jeux à prendre en charge. En janvier 2022, Exzap a révélé la feuille de route de Cemu, déclarant que Cemu est prévu pour devenir open source en 2022. Sept mois plus tard, dans sa version 2.0, Cemu est devenu open source sous la Mozilla Public License, et a présenté ses premiers builds pour Linux. 